# Oktáva (hudba)
Oktáva (z lat. octavus – osmý) je interval mezi dvěma tóny, jejichž poměr frekvencí je 2:1. Tón o oktávu vyšší tedy dostaneme zdvojnásobením frekvence základního tónu. V diatonické stupnici jde o interval mezi prvním a osmým stupněm. V rovnoměrně temperovaném ladění obsahuje oktáva dvanáct půltónů. Oktáva je nejkonsonantnější hudební interval (pomineme-li primu, což je souzvuk dvou tónů se stejnými frekvencemi).
Dva tóny vzdálené o oktávu mají v hudbě stejné jméno, např. C, ale rozdíl ve výšce je přesto vyjádřen – oktáva k (velkému) C je (malé) c apod. Příklad: komorní a (a’ – „a jednočárkované“) má 440 Hz, tón o oktávu vyšší (a’’ – „a dvojčárkované“) má 880 Hz, tón o oktávu nižší („malé a“) má 220 Hz. Technicky tedy znamená intervalový podíl kmitočtů oktávy právě dvojnásobek: Tak je definována.

## Oktávový systém
Jak již bylo řečeno, tóny vzdálené o oktávu jsou označovány stejným jménem (tím jsou písmena diatonické stupice – c, d, e, f, g, a, h, a značková označení pro zvýšené a snížené tóny v chromatické stupnici – cis, dis, eis atd., resp. ces, des, es atd.) Jako základní tón se pro toto názvosloví používá tón C. Důsledný zápis respektuje i umístění tónu v určité oktávě: c’ = c1 („c jednočárkované“); C („C velké“). Všechny slyšitelné tóny se tedy dají seřadit do oktáv, které mají pro rozlišení různá označení.
- Subkontra oktáva: od C’’ (16,4 Hz) do H’’ (tóny přibližně od 16 Hz níže vnímá lidské ucho subjektivně jako sled hluků)
- Kontra oktáva: od C’ (32,7 Hz) do H’
- Velká oktáva: od C (65,4 Hz) do H

- Malá oktáva: od c (130,8 Hz) do h

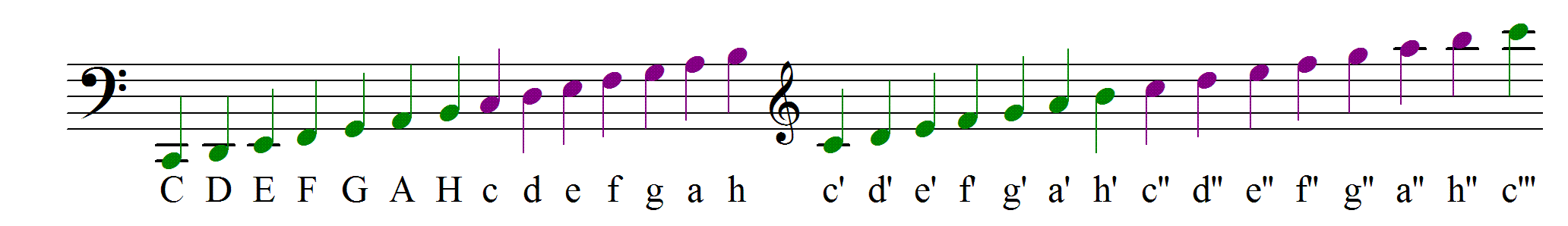
Noty stupnice C dur od velkého C do tříčárkovaného C

- Jednočárkovaná oktáva: od c’ (261,5 Hz) do h’
- Dvojčárkovaná oktáva: od c’’ (523,2 Hz) do h’’
- Tříčárkovaná oktáva: od c’’’ (1046 Hz) do h’’’
- Čtyřčárkovaná oktáva: od c’’’’ (2093 Hz) do h’’’’
- Pětičárkovaná oktáva: od c’’’’’ (4186 Hz) do h’’’’’
- atd., teoreticky bez omezení, ale vyšší než osmičárkované tóny jsou již lidským uchem neslyšitelné
- v praxi u běžné akustické hudby se vyskytují maximálně šestičárkované oktávy a to pouze u některých velkých varhanních strojů
- v elektronické hudbě žádná omezení neexistují a mohou se zde vyskytnout i vyšší oktávy než šestičárkované
- Omezení je ale v MIDI komunikaci. Ta má nejvyšší číslo tónu 127, což odpovídá šestičárkovému G (cca 12,5 kHz). Nejnižší číslo tónu 0 odpovídá tónu C o oktávu nižší než subkontra C (cca 8,2 Hz).

## Oktávová transpozice

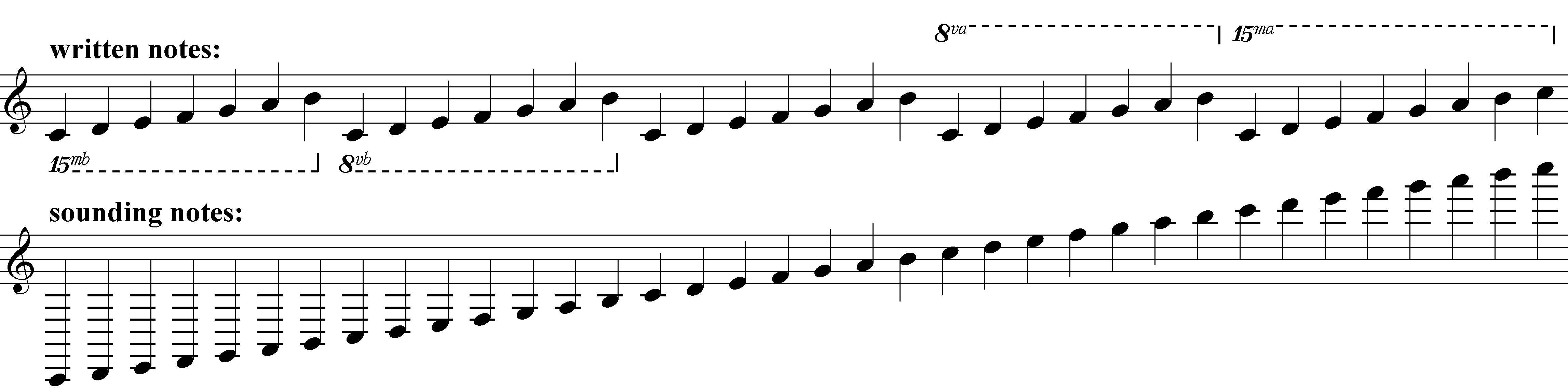
Tóny v notovém zápise (horní linka) a skutečně znějící tóny (dolní linka)

K omezení počtu pomocných linek v notovém zápise se používá oktávová transpozice. Znázorňují ji tyto symboly:
- 8va (z ital. ottava alta) – pro tóny, které zní o oktávu výše než v notovém zápise
- 8vb (z ital. ottava bassa) – pro tóny, které zní o oktávu níže než v notovém zápise
- 15ma (z ital. quindicessima alta) – pro tóny, které zní o dvě oktávy výše než v notovém zápise
- 15mb (z ital. quindicessima bassa) – pro tóny, které zní o dvě oktávy níže než v notovém zápise

Tón o oktávu vyšší než základní tón je osmý tón vzestupné diatonické stupnice, tón o dvě oktávy vyšší než základní tón je patnáctý tón vzestupné diatonické stupnice, proto zkrácená italská označení 8va, 8vb, 15ma a 15mb.